# San Juan River
Der San Juan River [sæn ˈhwɑn] ist ein linker Nebenfluss des Colorado River, der die US-Bundesstaaten Colorado, New Mexico und Utah durchfließt. Er ist 644 Kilometer lang und verläuft im Südwesten der Vereinigten Staaten. Er entspringt in den San Juan Mountains im südlichen Colorado und mündet in den Lake Powell.
Die touristisch interessanteste Gegend ist der Goosenecks State Park, wo sich der San Juan River in weiten Schleifen tief in den Fels eingegraben hat.